# Automatic Train Operation

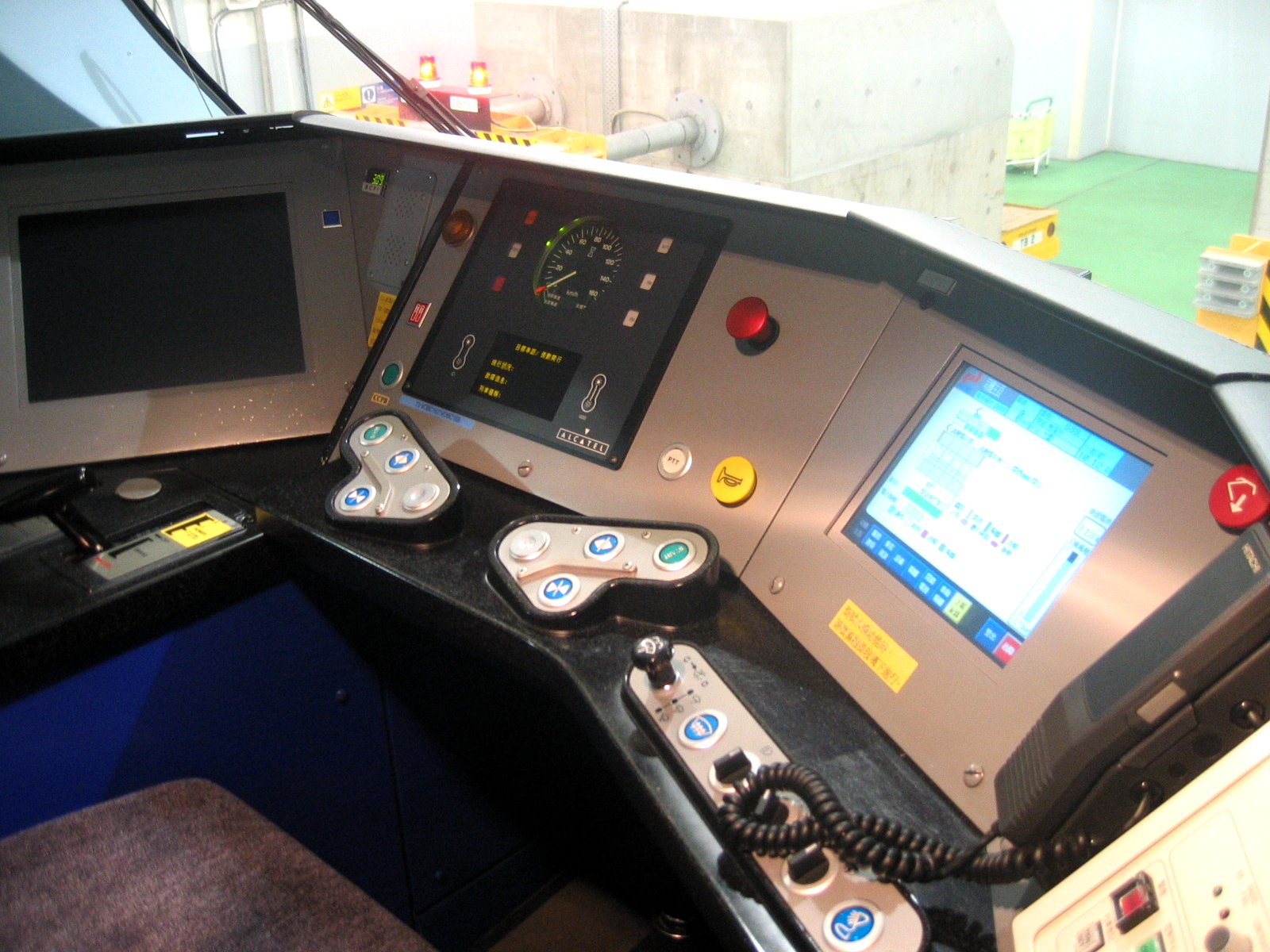
Panel de un tren capaz de conducir en modo ATO

ATO (Automatic Train Operation, Operación Automática del Tren) es el nombre que recibe en algunos trenes el modo de conducción que gobierna al tren de forma automática sin la intervención del conductor. El ATO es un modo de conducción y no un sistema de seguridad, por lo que el ATO es siempre supervisado por otros sistemas, como el ATP.
El modo ATO se utiliza principalmente en trenes metropolitanos. Cuando está activado regula la marcha, el frenado, etc. El conductor se limita a abrir y cerrar puertas, dar orden de salida al ATO y supervisar la seguridad de todo el sistema.
El sistema ATO permite frecuencias de un tren cada 3 minutos a velocidades de hasta 80 kilómetros por hora.

## Funcionamiento
Para iniciar la explotación en modo ATO, un grupo de técnicos establece para una vía determinada las curvas de aceleración y frenado, la velocidad idónea en cada punto, los puntos de parada y todos los parámetros necesarios para la conducción automática. Con estos datos se decide la situación de las balizas necesarias para el ATO, que pueden ser de dos tipos:
- Indican al tren dónde tiene que acelerar y frenar.
- O indican al tren su posición en la línea, para que este decida dónde acelerar y dónde frenar según el perfil de la vía registrado a bordo.

Como el ATO regula la marcha del tren y no su seguridad, no es función de las balizas del ATO evitar que el tren supere la velocidad máxima o rebase señales en rojo, sino que estas funciones se dejan a otras balizas de otros sistemas, como el ATP. El ATO puede utilizar la información de las balizas de otros sistemas para regular su conducción, por ejemplo, deteniéndose ante una señal en rojo sin rebasarla como haría un conductor.

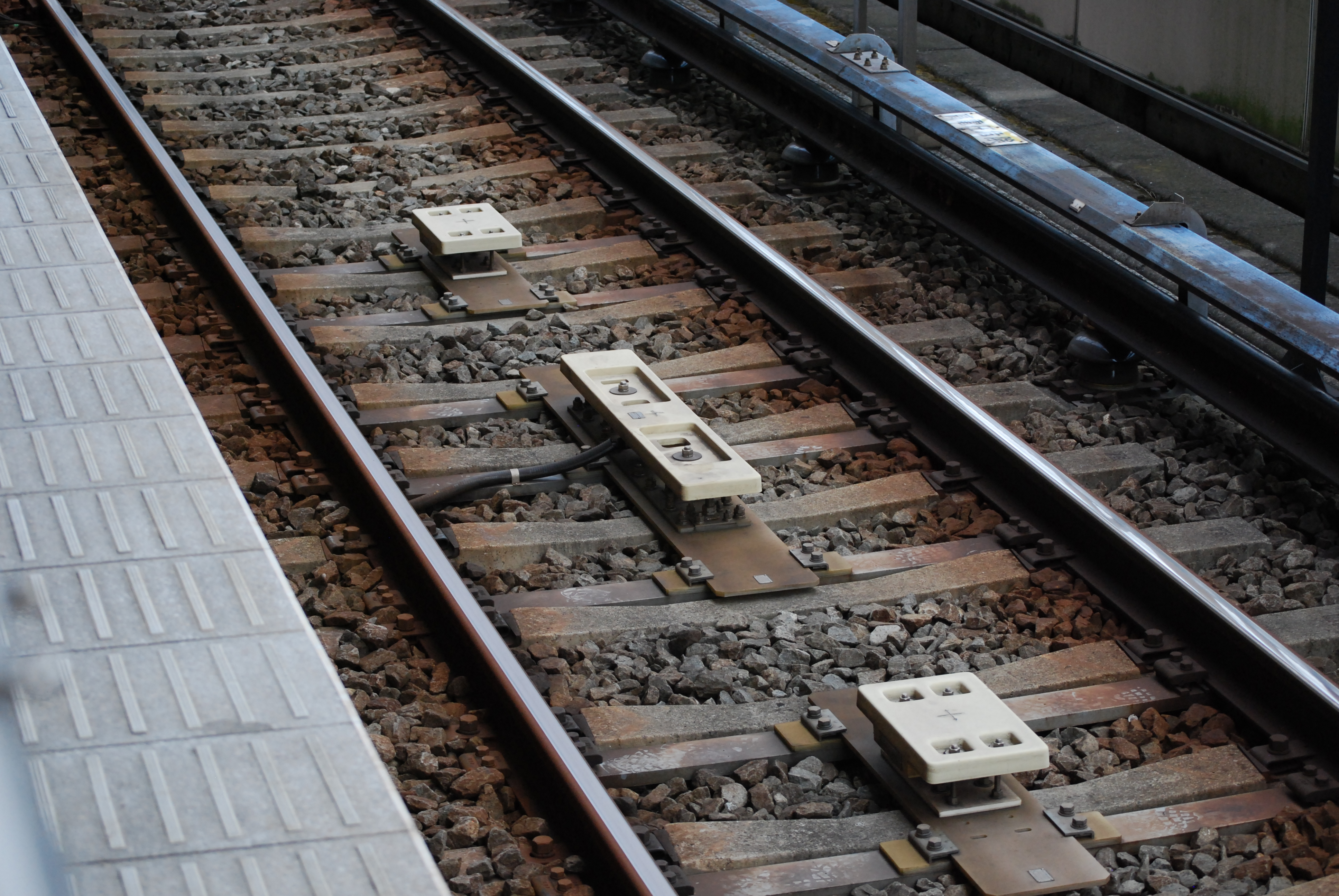
Bobina del sensor ATO de la Línea Azul del Metro Municipal de Yokohama

### Ventajas del ATO
La utilización del modo ATO tiene una serie de ventajas respecto a la conducción manual:
- Reduce el tiempo de estación a estación, ya que apura al máximo la velocidad límite de la vía.
- El frenado es uniforme, el ATO mismo regula la velocidad y la va adecuando a la distancia que le queda para llegar al punto de parada.
- Se puede regular la parada siempre en el mismo punto del andén.
- La regulación de la velocidad impide superar la velocidad máxima de la vía, con lo que se evita que el tren entre en frenada de emergencia inesperada.
- Al ir los trenes más rápido, la línea puede mejorar su frecuencia de paso.

## Redes que utilizan el modo ATO
La mayoría de las redes de metro de importancia en el mundo utilizan el modo ATO. Algunas redes usan sistemas más complejos, como el VAL o SAET, que permiten la eliminación completa del conductor.
| Red                          | Líneas |
| ---------------------------- | --- |
| Metro de Ankara              | Todas las líneas de la red. |
| Metro de Barcelona           | Todas las líneas a excepción de la Línea 4. Las Líneas 9, 10 y 11 disponen además de un sistema ATC de Siemens que permite una explotación totalmente automática sin necesidad de conductor o personal a bordo. |
| Metro de Bucarest            | Todas las líneas de la red. |
| Metro de Málaga              | Instalado en todas las líneas, pero solo se usa en los tramos subterráneos. |
| Metro de Bilbao              | Todas las líneas a excepción de la Línea 3 que dispone de Euroloop. |
| Metro de Caracas             | Todas las líneas disponen del sistema ATO desde su inauguración pero ya descompuesto en todas las líneas. |
| Metro de Copenhague          | Todas las líneas de la red. |
| Metro de Dubái               | Todas las líneas de la red. |
| Metro de Madrid              | Todas las líneas de la red. |
| Tren Urbano de San Juan      | Dispone de un sistema ATC de Siemens que permite una explotación totalmente automática sea posible. |
| Metro de São Paulo           | Todas las líneas son ATC, pero tienen un controlador, La línea 4 es sin conductor. |
| Metro de Sevilla             | Dispone de modo ATO desde poco después de su inauguración. |
| Metro de Santiago            | Todas las líneas del Metro de Santiago de Chile. |
| Metrovalencia                | Todas las líneas tienen instalado el ATO en sus respectivos tramos subterráneos |
| Metro de la Ciudad de México | Línea 12 del mencionado sistema. |

## Anexos